# Carlo Meliciani

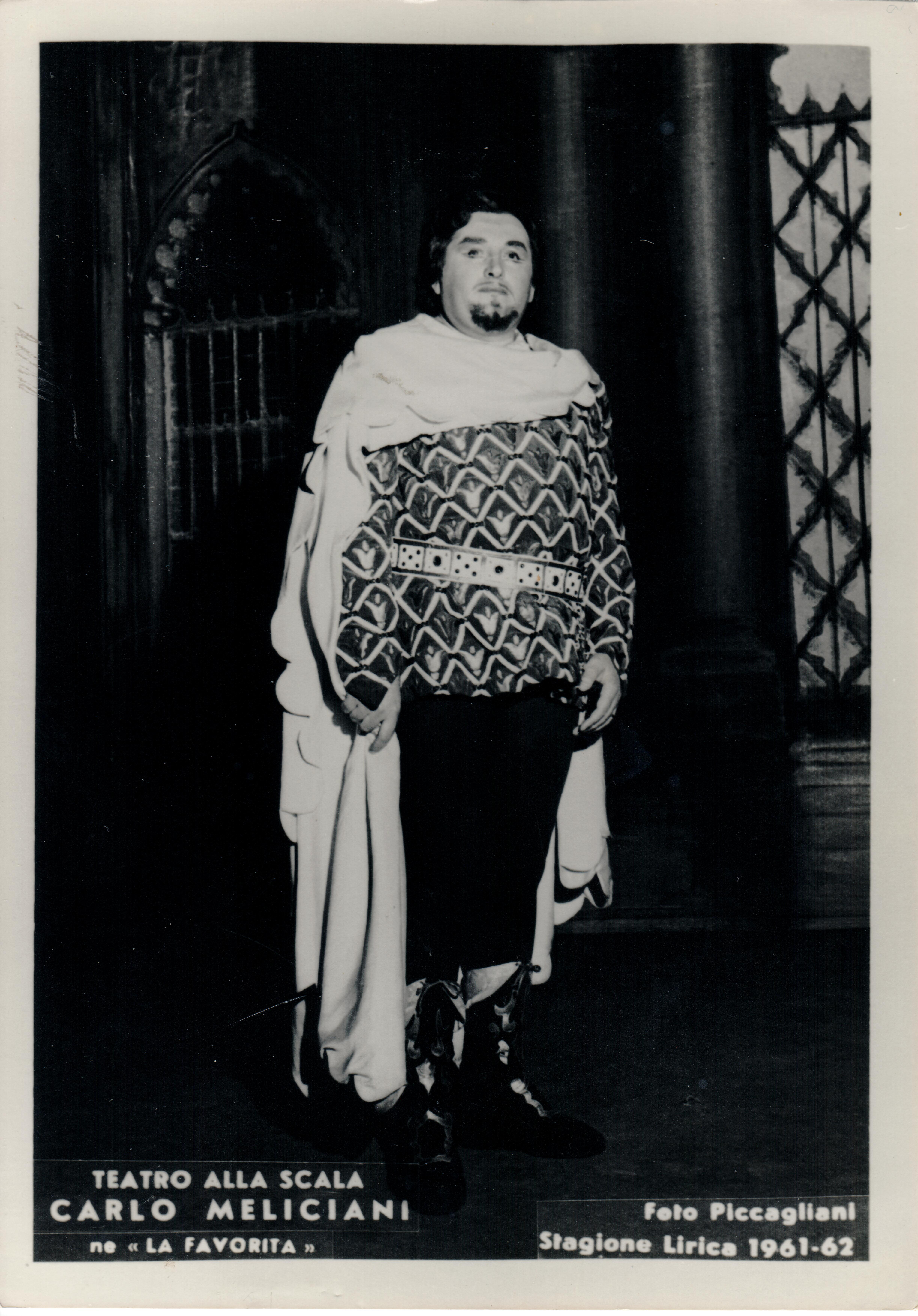

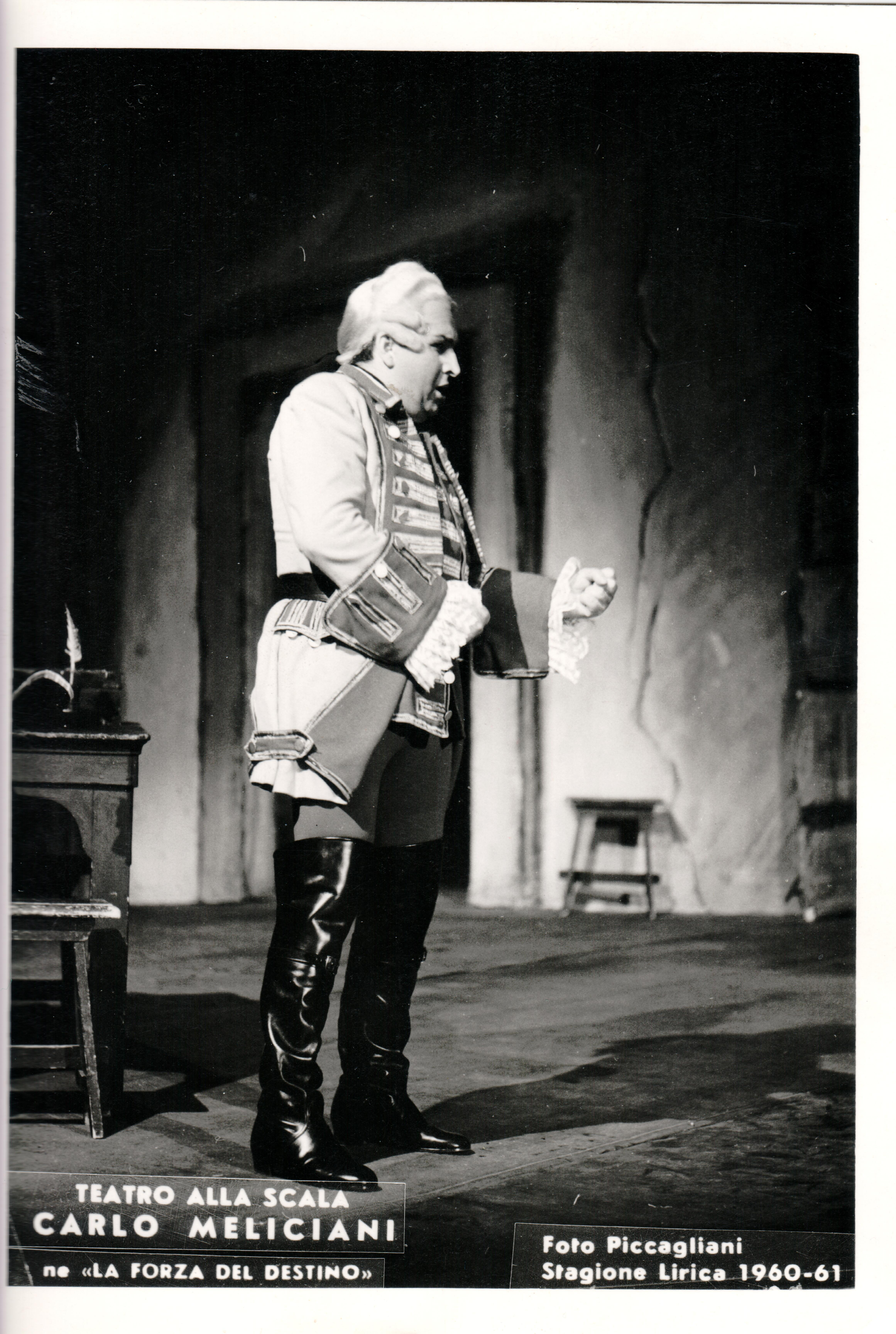

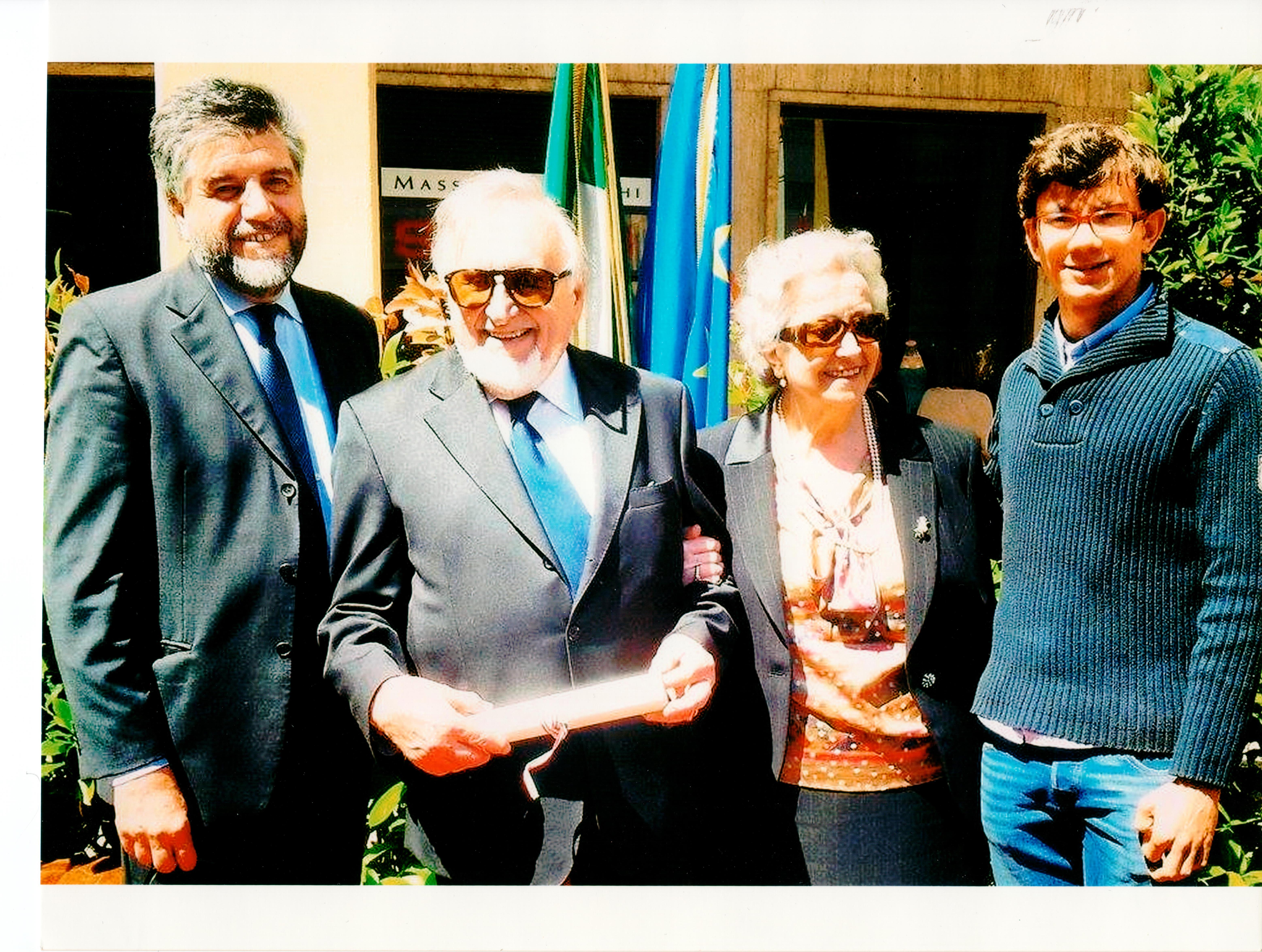

Carlo Meliciani (Arezzo, 27 gennaio 1929 – Empoli, 6 gennaio 2022) è stato un baritono italiano.

## Biografia
Nacque nella frazione di San Leo il 27 gennaio 1929 da Giuseppe Meliciani e da Consiglia Peruzzi, primogenito di altri tre fratelli: Ivo, Mario e Dino. Dotato di una voce baritonale, ancora giovanissimo iniziò lo studio del canto ad Arezzo con Lidia Bizelli - musicista ed eccellente pianista - e prendendo lezioni di solfeggio da Tommaso Stendardi, direttore Musicale della "Società Corale Guido Monaco" e del Liceo Musicale di Arezzo. Dopo due anni di studio, Meliciani prese parte ad un concerto organizzato dalla corale Guido Monaco, al Teatro Petrarca, dove vennero eseguiti i seguenti brani: Pari Siamo dall'opera Rigoletto, Oh de verd'anni miei dall'opera Ernani, Eri tu che macchiavi quell'anima dall'opera Un ballo in maschera e la scena del trionfo dell'opera Aida. Questo concerto di musiche verdiane ebbe un grandissimo successo e il giovane baritono si affermò con lunghi applausi e insistenti richieste di bis.
Un grande appassionato di lirica, presente al concerto, il Cavaliere Vincenzo Tenti, a sua volta conoscente del grande e celebre tenore Beniamino Gigli, lo invitò a Roma per sottoporlo al suo giudizio. Il grande tenore fu colpito dalla voce del giovane aretino, tanto da proporgli, non avendo Gigli impegni in quel momento, di rimanere ospite suo per tre mesi: Meliciani non poté accettare a causa di impegni di lavoro che aveva nella sua città e lo stesso Gigli gli consigliò di studiare a Milano con il baritono Piero Biasini, prendendo lezioni anche dal baritono Carlo Pietro Tagliabue. Dopo alcuni anni studio la sua voce venne in possesso di un registro acuto sicuro, tanto da raggiungere con estrema facilità il si naturale acuto e il sol naturale grave.
Nel marzo del 1954 venne indetto un concorso dalla RAI per un concerto lirico sinfonico in occasione della Fiera internazionale di Milano (aprile 1954), concerto inaugurale della nascente televisione italiana. Meliciani vinse il concorso e partecipò al concerto, usando il cognome della madre, cantando i seguenti brani: Cruda funesta smania (Lucia di Lammermoor), Oh Santa Medaglia (Faust), Vien Leonora (Favorita), Il Prologo (Pagliacci); soprano del concerto Rosetta Noli, direttore d'orchestra Alfredo Simonetto. Nel mese di giugno del 1954 vince il concorso dell'ASLICO con l'opera I Pagliacci (Tonio) e in tutte le 4 recite dovette bissare il Prologo. Un mese dopo interpretò il ruolo di Tonio in Pagliacci a fianco di Gigli (Villa Rotta, Regio Emilia). Ha tenuto successivamente altri concerti con Gigli, tra i quali viene ricordato quello del 24 agosto 1954 al Castello di San Giusto, nel cortile delle Milizie (Trieste). La città giuliana era ancora divisa in zona A e zona B; il concerto fu a beneficio dei profughi Giuliani e Istriani, organizzato dal Madrinato Italico: il successo fu enorme dal finale patriottico. Sempre nell'anno 1954 venne scritturato dal Teatro "La Fenice" di Venezia per un concerto in occasione della "Festa delle Luci" e per alcune recite dell'opera I Pagliacci programmate nel 1956.
Nel mese di settembre 1954 partecipò al Festival dell'Opera Italiana a Montreux (Svizzera) con le opera Il barbiere di Siviglia (Figaro) e I Pagliacci (Tonio), quest'ultima eseguita anche a Zurigo nel mese di novembre. Nel dicembre 1954 interpretò Enrico nell'opera Lucia di Lammermoor a Teatro Massimo di Palermo. Dal 1955 al 1980 Carlo Meliciani ha calcato tutti i palcoscenici del Mondo, dall'Europa alle due Americhe, all'Asia e il ricordo non è pari al valore dell'interprete ed agli entusiasmi che seppe suscitare. Nessuna meraviglia: è la sorte di chi ha lasciato poche testimonianze discografiche dovute anche a questioni di contratti tra agenzie. Fu scritturato per venti anni consecutivi dal Teatro alla Scala (1959-1980). Nel maggio 1961 fu scelto dal Maestro Antonino Votto per partecipare all'esecuzione del finale del secondo atto dell'opera Lucia di Lammermoor di Gaetano Donizetti, in onore della regina Elisabetta d'Inghilterra, in quel periodo in visita in Italia.
L'esecuzione fu tenuta a porte chiuse e la Regina e il suo seguito presero posto nel palco reale, allestito per l'occasione di rose. L'esecuzione fu preceduta dagli inni nazionali. Gli interpreti furono: Joan Sutherland (Lucia), Gianni Raimondi (Edgardo) Carlo Meliciani (Enrico), Giuseppe Modesti (Raimondo), Regolo Romani (Arturo), direttore d'Orchestra Antonino Votto. Nell'aprile 1962 in occasione dell'apertura della Fiera Internazionale di Milano, il Teatro alla Scala allesti una serata di gala con l'opera "La Favorita" di Donizetti, dove furono presenti il Presidente della Repubblica Francese Charles De Gaulle e il Presidente della Repubblica Italiana Giovanni Gronchi. Gli esecutori furono Giulietta Simionato (Eleonora), Gianni Raimondi (Fernando), Carlo Meliciani (Alfozo), direttore d'Orchestra Gianadrea Gavazzeni.
Nel 1957 fu scritturato a Londra al Teatro Stol per cinque recite di Aida (Amonasro) e cinque recite di "La Traviata" (Giorgio Germont) insieme a Virginia Zeani, Alfredo Kraus, Renata Scotto; sempre nel 1957 fu scritturato dal Teatro Municipal di Santiago (Cile) e in Brasile a Rio de Janeiro e San Paolo per "Aida", "Rigoletto", "Boheme", "Faust" insieme a Ferruccio Tagliavini, Virginia Zeani, Nicola Rossi Lemeni e il direttore Ottavio Marini. Nella stagione lirica del Teatro Sociale di Como dell'anno 1958 interpretò Ping nell'opera "Turandot" diretta dal M° Angelo Questa, che lo volle in Rigoletto a fianco di Gianna D'Angelo e Alfredo Krauss; fu scritturato in seguito al Teatro San Carlo di Lisbona (Ping) a fianco di Franco Corelli (Calaf), Brit Nilson (Turandot) diretti da Antonino Votto che lo volle al Teatro Alla Scala nella stagione 1959-1960 per ulteriori recite di Turandot.
Si stabilì quindi un rapporto di collaborazione fra il Teatro milanese e Carlo Meliciani che durò per ben venti stagioni consecutive. Nel dicembre 1960 si recò a Londra per quattro recite di Rigoletto ottenendo un grandissimo successo, definito dal Times come uno dei migliori baritoni italiani esibitisi in Gran Bretagna dopo la guerra. Al Teatro alla Scala inaugurò la stagione 1965-1966 (subentrando, a partire dal secondo atto, all'indisposto Piero Cappuccilli) con l'opera La forza del destino di Giuseppe Verdi diretta da Gianandrea Gavazzeni e con l'opera Ernani nella stagione 1969-1970 accanto a Plácido Domingo e Raina Kabaivanska, diretta da Antonino Votto. Sempre alla Teatro alla Scala prese parte alle prime esecuzioni mondiali de "Il Calzare d'Argento" di Ildebrando Pizzetti (1961) ed Il Buon Soldato Sveijk di Guido Turchi (1962). Meliciani ha cantato nei più importanti teatri italiani tra i quali Teatro San Carlo di Napoli, Teatro Regio di Torino, Teatro dell'Opera di Roma, Caracalla, Teatro Massimo di Palermo, Teatro Comunale di Firenze, Teatro Verdi di Trieste e nella stagione estiva al Castello di San Giusto, Arena di Verona, Fenice di Venezia ed altri teatri europeri.
Nel 1968 risale il suo debutto nei teatri americani alla Philadelphia Grand Opera Company (Amonasro) ed i principali teatri degli Stati Uniti raggiungendo una grande notorietà anche in Sud America. Dopo il ritiro dalle scene Carlo Meliciani si è dedicato all'insegnamento del canto lirico, assieme alla moglie Laura Londi. Il Presidente della Repubblica Giorgio Napolitano ha conferito l'onorificenza di Cavaliere al Merito al M° Meliciani; nel 2008 è stato insignito del Premio Caruso e nel 2014 unitamente alla moglie Laura Londi (soprano) il premio Caruso come "Coppia Regale della Lirica".

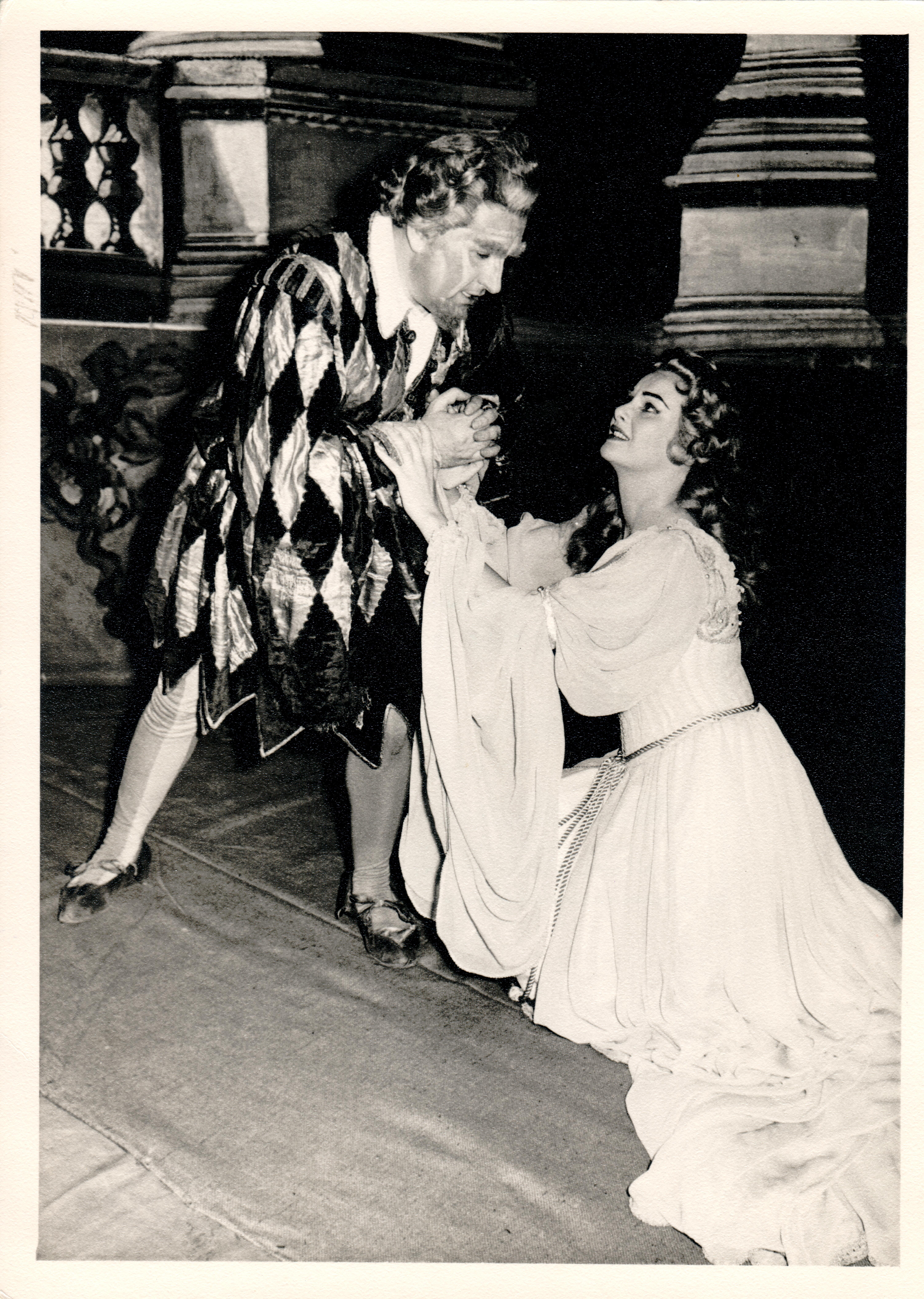

Carlo Meliciani ha un figlio architetto avuto dalla prima moglie Antonietta Martello.

## Repertorio
- Bizet
  - Carmen (Escamillo)
- Catalani
  - La Wally (Vincenzo Gellner)
  - Loreley (Hermann)
- Donizetti
  - La favorita (Alfonso XI)
  - Lucia di Lammermoor (Enrico)
  - Maria di Rohan (Chevreuse)
  - Marin Faliero (Israele Bertucci)
  - Poliuto (Severo)
  - Linda di Chamounix (Antonio)
- Giordano
  - Andrea Chénier (Gérard)
- Gounod
  - Faust (Valentino)
- Janáček
  - Jenůfa (Stàrek)
- Leoncavallo
  - Pagliacci (Tonio)
- Mascagni
  - Cavalleria rusticana (Alfio)
- Musorgskij
  - Boris Godunov (Černikovskij)
- Puccini
  - La bohème (Marcello)
  - Madama Butterfly (Sharpless)
  - Il tabarro (Michele)
  - La fanciulla del West (Sonora)
  - Tosca (Scarpia)
  - Turandot (Ping)
- Rossini
  - Il barbiere di Siviglia (Figaro)
- Verdi
  - Aida (Amonasro)
  - Un ballo in maschera (Renato)
  - Don Carlo (Rodrigo di Posa)
  - Ernani (Don Carlo)

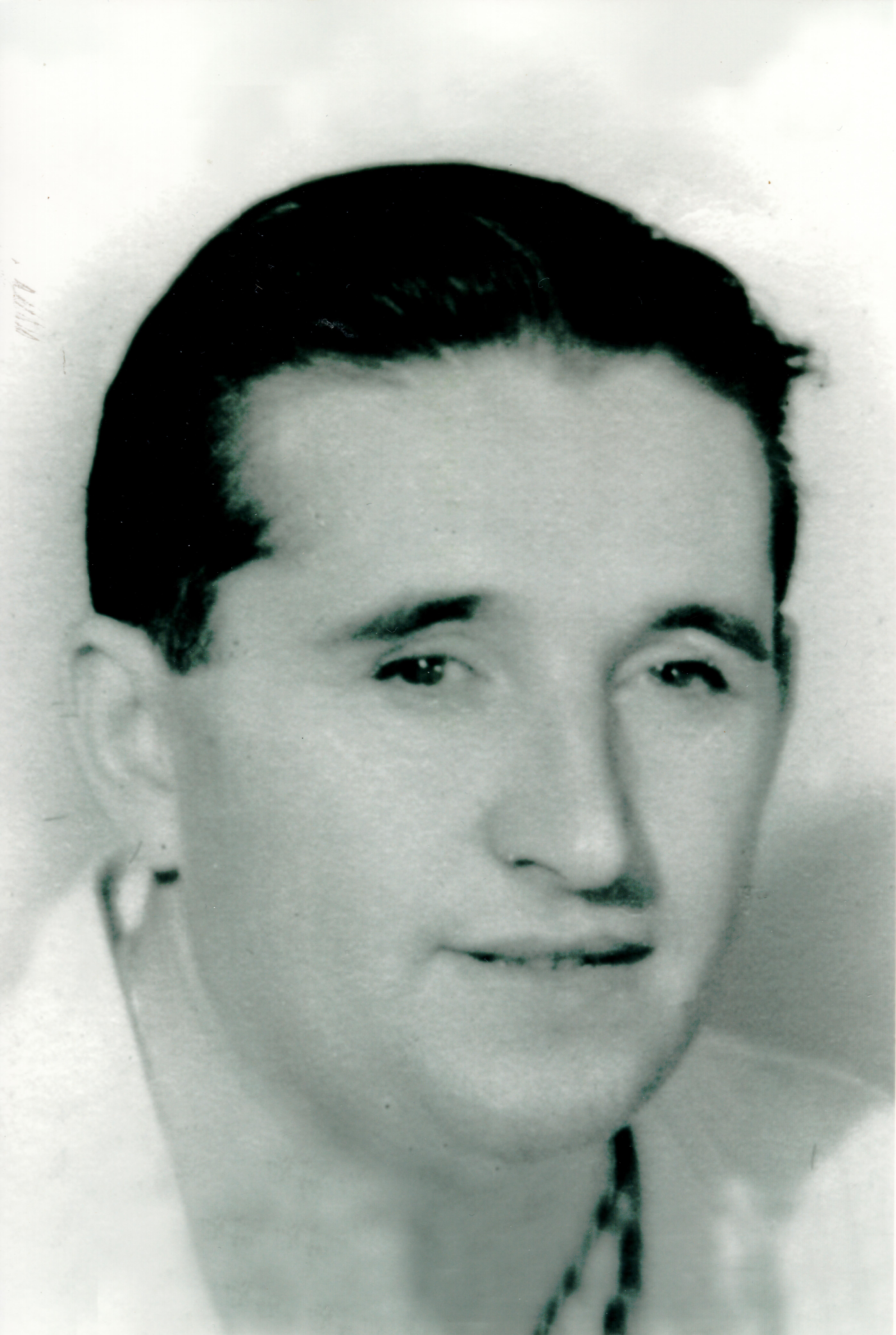

  - La forza del destino (Don Carlo di Vargas)
  - La traviata (Giorgio Germont)
  - Nabucco Nabucco
  - Rigoletto Rigoletto
  - Simon Boccanegra (Simone, Paolo)
  - Il trovatore (Conte di Luna)
- Richard Wagner
  - Lohengrin (L'araldo del Re)